# Belmonte (boisson)
Pour les articles homonymes, voir Belmonte.
 (juillet 2021).
Le Belmonte est une boisson alcoolisée à base de café, typique de la région de Murcie, en Espagne, et souvent intégrée à sa gastronomie locale.

## Histoire
L'origine de cette boisson telle qu'elle est aujourd'hui connue remonte au début du XXe siècle, sur la Plaza del Arenal (actuelle Glorieta d'Espagne dans la ville de Murcie), qui était le centre névralgique de la région, étant les cafés Arenal, del Siglo, Moderno et del Sol, qui y étaient situés, les points de rencontre de la bourgeoisie murcienne. À leurs terrasses, en plein air, ils proposaient à leurs clients, pendant la saison estivale, des glaces diverses et du cinéma muet.
Le matin, sur la Plaza del Arenal, les charrettes tirées par des ânes ou des bœufs, conduites par des maraîchers qui y faisaient leurs transactions de terres et d'animaux, étaient des arrêts obligatoires. En ces froides aubes d'hiver, les paysans, avant de monter à majencar, aviar cornijales, caballones et ciecas, ils se rendaient sur la Plaza del Arenal pour prendre un café chaud avec un soupçon de Brandy et combattre ainsi les étouffements mentaux et physiques du gel. L'eau-de-vie qui y était servie était celle dispensée dans les bonbonnes par les distilleries Belmonte, de Nonduermas, fabriquées et vendues dans les cafés de la Plaza. Au cri de « Ponme un Belmonte », on faisait savoir au serveur que l'on voulait un café avec une touche de Brandy. Belmonte était servi fumant dans d'humbles verres qu'il fallait tenir avec le bout du pouce et de l'auriculaire, pour ne pas se brûler la main. Et siroter du poquico en poquico.
Dans les années 1960, le bloc d'immeubles le plus proche de l'ancien Hôtel Victoria, où se trouvaient les cafés traditionnels et bondés de l'Arenal, a été démoli pour élargir la place, diminuant ainsi l'afflux et favorisant l'expansion d'« El Belmonte » qui est rapidement devenu populaire dans toute la région de Murcie, atteignant d'autres zones méditerranéennes, étant une boisson typique de la classe ouvrière.
Aujourd'hui, le café Belmonte est présent dans n'importe quel menu des cafés de la Région faisant partie de notre culture gastronomique, cherchant à être un symbole de la ville afin de l'exploiter auprès des touristes.

## Recette
La recette originale consiste en un café taché de lait concentré auquel on ajoute un trait du brandy susmentionné.
Un manchado est un expresso auquel on ajoute une dose de lait concentré. Notez que lorsque la dose de lait concentré est double de celle du lait repéré, il est appelé « café bombón ».